# Der Allesfresser (Buch)
Der Allesfresser (Untertitel: Wie der Kapitalismus seine eigenen Grundlagen verschlingt) ist ein Buch von Nancy Fraser, das als deutsche Übersetzung 2023 im Suhrkamp Verlag erschien. Das Original wurde 2022 unter dem Titel Cannibal capitalism. How our system is devouring democracy, care, and the planet – and what we can do about it von Verso Books publiziert. Darin argumentiert Fraser, der Kapitalismus sei mehr als nur ein Wirtschaftssystem, er sei eine Gesellschaftsform, die langfristig ihre eigenen Grundlagen zerstöre und durch einen Sozialismus neuer Art ersetzt werden müsse.

## Inhalt

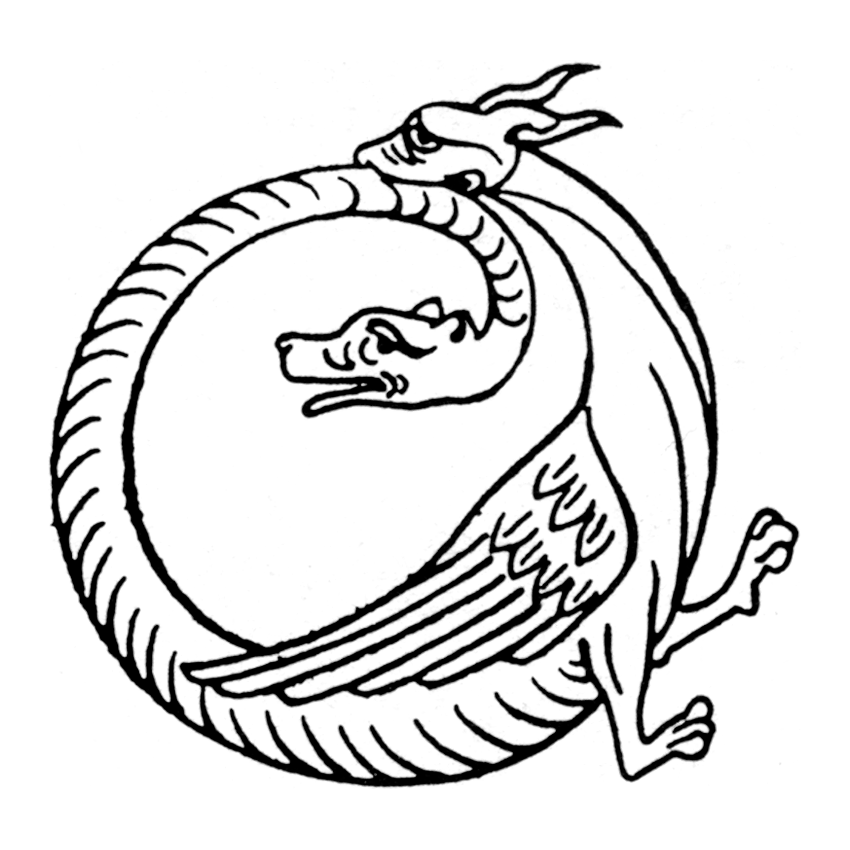
Ouroboros, Nancy Frasers Symbol für das kapitalistische Gesellschaftssystem.

Aus einer bloß ökonomischen Sicht betrachtet habe der Kapitalismus drei wesentliche Fehler: Ungerechtigkeit, Irrationalität und Unfreiheit. Die zentrale Ungerechtigkeit des Systems liege in der Ausbeutung der Klasse der freien, eigentumslosen Arbeiter durch das Kapital, die Irrationalität in der dem System inhärenten Tendenz zu wirtschaftlichen Krisen und die Unfreiheit darin, dass der Kapitalismus konstitutiv undemokratisch sei. Er verspreche zwar in seiner europäischen Ausprägung Demokratie im politischen Bereich, das werde jedoch im Ökonomischen systematisch durch soziale Ungleichheit einerseits und durch Klassenmacht andererseits unterlaufen.
Dieses Sichtweise sei keineswegs falsch, doch unvollständig. Sie zeige vor allem die dem System inhärenten wirtschaftlichen Übel korrekt auf, versäume jedoch zugleich, eine Reihe von nichtökonomischen Ungerechtigkeiten, Irrationalitäten und Unfreiheiten zu erfassen, die ebenso konstitutiv für das System sind. 
„Kapitalismus“ sei nicht nur ein Wirtschaftssystem, sondern etwas Umfassenderes, nämlich eine Gesellschaftsordnung, die eine profitorientierte Wirtschaft dazu befähige, die außerökonomischen Stützen, die sie zum Funktionieren braucht, auszuplündern: „Reichtum, der der Natur und unterworfenen Bevölkerungen entzogen wird; vielfältige Formen von Care-Arbeit, die chronisch unterbewertet, wenn nicht gar völlig verleugnet werden; öffentliche Güter und staatliche Befugnisse, die das Kapital sowohl benötigt als auch zu beschneiden versucht; die Energie und Kreativität der arbeitenden Menschen.“
Wie der Ouroboros, das alte Bildsymbol einer den eigenen Schwanz fressenden Schlange, sei die kapitalistische Gesellschaft darauf ausgerichtet, ihre eigene Substanz zu verschlingen. Sie sei ein wahrer Dynamo der Selbstdestabilisierung, der regelmäßig Krisen auslöst, während er routinemäßig die Grundlagen unserer Existenz auffrisst. Damit sei der Kapitalismus ein kannibalistisches System, dem die gegenwärtige globale Krise zu verdanken sei. 
Es handele sich um eine seltene Art von Krise, in der mehrere Ouroboros-Fressanfälle zusammentreffen. Was dank jahrzehntelanger Finanzialisierung geschehe, sei nicht „bloß“ eine Krise der grassierenden Ungleichheit und der prekären Niedriglohnarbeit; auch nicht „bloß“ eine Krise der Fürsorge oder der sozialen Reproduktion; auch nicht „bloß“ eine Krise der Migration und der rassistischen Gewalt. Es handele sich auch nicht „einfach“ um eine ökologische Krise, in der ein sich aufheizender Planet tödliche Seuchen ausspuckt, und nicht „nur“ um eine politische Krise, die sich durch eine ausgehöhlte Infrastruktur, einen verstärkten Militarismus und dadurch auszeichnet, dass überall auf dem Globus Politiker Erfolg haben, die sich als starke Männer (strong men) gerieren. Es sei viel schlimmer:
„Wir haben es mit einer allgemeinen Krise der gesamten Gesellschaftsordnung zu tun, in der all diese Katastrophen konvergieren, sich gegenseitig verschärfen und uns zu verschlingen drohen.“
Eine sozialistische Alternative zum Kapitalismus müsse neben den ökonomischen Ausbeutungsverhältnissen auch diese anderen gesellschaftlichen Ungerechtigkeiten beseitigen. Sie dürfe sich nicht darauf beschränken, die Organisation der wirtschaftlichen Produktion zu verändern, sondern müsse auch deren Verhältnis zur gesellschaftlichen Reproduktion und damit die Geschlechter- und Sexualordnung transformieren. Ebenso müsse sie der Mitnahmementalität des Kapitals mit Blick auf die Natur und der Enteignung des Reichtums der unterjochten Bevölkerungen und damit der rassistischen und imperialistischen Unterdrückung ein Ende machen. Um dem allesfressenden Kapitalismus beizukommen, müsse die Kluft zwischen kultureller und sozialer sowie ökologischer Linke überwunden werden.
Fraser plädiert abschließend für eine Einhegung der Marktwirtschaft auf den Bereich unbedenklicher, individueller Konsumentscheidungen, deren Angebot beispielsweise durch Genossenschaften bereitgestellt werden könne. Demnach sollten Grundbedürfnisse durch öffentliche Güter erfüllt und betriebswirtschaftliche Mehrprodukte (surplus allocation) vergesellschaftet werden. Sie fasst mit dem Ausspruch „No markets at the bottom, no markets at the top, possibly some markets in the in-between“ (Keine Märkte an der Basis, keine Märkte an der Spitze, vielleicht ein paar Märkte dazwischen) zusammen.

## Rezeption
Für Tom Wohlfarth (der Freitag) liefert Nancy Fraser eine lesenswerte Aktualisierung klassischer (Anti-)Kapitalismustheorie, die zwar die digitale Ökonomie weitgehend ausspare, ansonsten aber eine beeindruckend breite Phänomenbeschreibung der kapitalistischen Vergangenheit und Gegenwart biete.
Robert Misik (die tageszeitung) merkt in seiner Rezension des Buches an, es sei nicht unbedingt eine Neuigkeit, dass „der Kapitalismus die soziale Reproduktion braucht, die gratis geleistete Care-Arbeit, dass er nicht nur Rohstoffe vernutzt, sondern Ökologie und Natur ausbeutet und vernichtet, die sozialen Kulturen der Städte und die nichtmarktlichen Gemeinschaften verschlingt und verdaut, und all diese sozialen und natürlichen Ressourcen behandelt, »als wären sie kostenlos«.“ Fraser bringe sehr viele berechtigte Kritiken gegen einen Progressismus für Warmduscher und liberale Mittelschichten vor, hänge dabei aber leider die Trauben so hoch, dass kaum vorstellbar erscheine, dass sie irgendwie erreichbar wären.
Matthias Warkus (Die Zeit) urteilt: Mit Der Allesfresser liefere Fraser eine kohärente Weltbeschreibung, die die Überzeugungen eines bestimmten linken, nicht zuletzt in den sozialen Medien gut sichtbaren intellektuellen Milieus gleichermaßen systematisch wie einleuchtend auf den Punkt bringt. Die Kehrseite des Projekts sei, dass ihr Buch kaum jemanden, der diese Überzeugungen noch nicht hat, von der Richtigkeit dieser Beschreibung überzeugen wird – wenn es das überhaupt will. Nichts scheint hier in Ordnung, der Kapitalismus ist schuld, es gibt noch vage Hoffnung – wer diese Botschaft in sattem undogmatisch-marxistischem Sound hören möchte, werde in Frasers Buch fündig.
Friedrich Lenger (Soziopolis) rezensiert Fraser Buch sehr kritisch und schreibt: Wie „das Kapital“ in so unterschiedlichen politischen Gemeinwesen wie den USA, Brasilien, Indien oder der Türkei die Strippen zu ziehen vermag, mit denen die genannten Puppen bewegt werden, bleibe ebenso unbeantwortet wie die Frage, ob „das Kapital“ in einer Hegemonialmacht wie den USA nicht eine andere Rolle spielt und andere Interessen verfolgt als in einem mit seinem Rohstoffexport immer stärker auf China ausgerichteten Land wie Brasilien oder einer zwischen EU und Russland lavierenden Regionalmacht wie der Türkei. So genau solle man bei der Lektüre des Buches besser nicht fragen. Und erst recht nicht, wie der Sozialismus aussehen solle, wenn mit dem Kapitalismus erst einmal das Böse aus der Welt geschaffen sei. Eine Wunschliste mit „Wir sollten“-Sätzen abzufassen, ohne ernsthaft darüber nachzudenken, wer dieses Wir ausmacht und wie sich die Dazugehörigen über ihre Wünsche und Ziele verständigen könnten, scheine im dritten Jahrzehnt des 21. Jahrhunderts seltsam aus der Zeit gefallen.
Harald Staun (Frankfurter Allgemeine Zeitung) vermerkt, dass auch Frasers Buch ein Ergebnis kapitalistischer Verwertung sei. Es gehöre zu den raffiniertesten Facetten des Kapitalismus, „wie gut er auch als Markt für eine antikapitalistische Diskursproduktion funktioniert.“ Der Allesfresser sei im Wesentlichen eine Warenform gewordene Sammlung von Essays und Vorträgen, die bis ins Jahr 2014 zurückreichen. Das mache den Text zum Teil ermüdend redundant, weil Fraser ihre wichtigsten Fragestellungen und Erkenntnisse in jedem Kapitel wiederhole, was allerdings durchaus der „Refrainhaftigkeit“ ihrer These entspreche: Der Kapitalismus sei die „gemeinsame Wurzel“ aller gegenwärtigen Missstände, vom fortdauernden Rassismus bis zur Unfähigkeit, den Klimawandel zu stoppen.

## Ausgaben
- Nancy Fraser: Cannibal capitalism. How our system is devouring democracy, care, and the planet - and what we can do about it. Verso, London/New York 2022, ISBN 978-1-839-76123-2.
- Nancy Fraser: Der Allesfresser. Wie der Kapitalismus seine eigenen Grundlagen verschlingt. Übersetzt von Andreas Wirthensohn, Suhrkamp, Berlin 2023, ISBN 978-3-518-02983-1.
- Nancy Fraser: Kapitalismus als Kannibalismus. Die multidimensionale Krise und der Sozialismus des 21. Jahrhunderts. In: Blätter für deutsche und internationale Politik, Ausgabe 3/23, S. 91–101; Zeitschriftenaufsatz auf Basis des Buches Allesfresser, ebenfalls übersetzt von Andreas Wirthensohn.